# Pelzhandel in Nordamerika

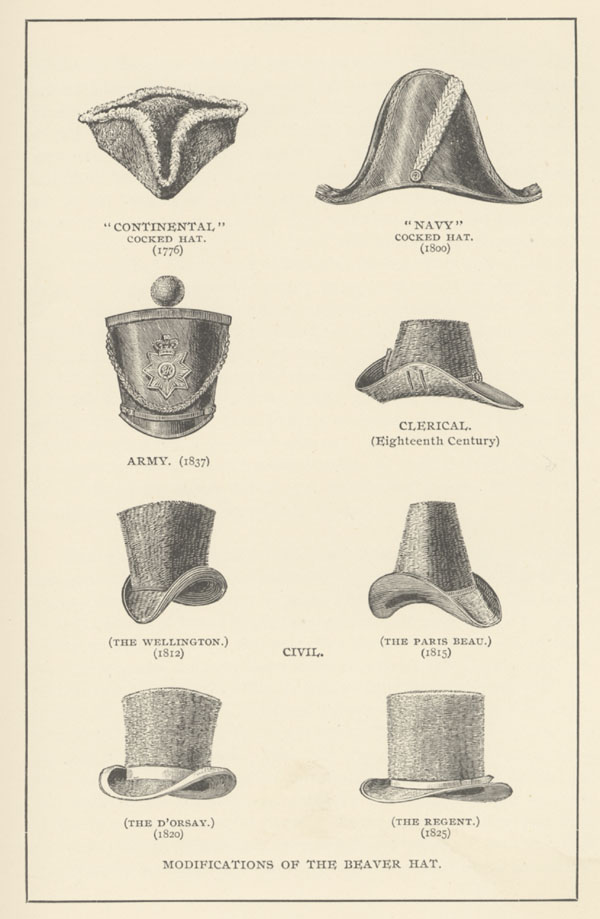
Verschiedene Hutmodelle aus Biberhaar-Filz

Der Pelzhandel in Nordamerika war eine der ersten wirtschaftlichen Nutzungen des nordamerikanischen Kontinents durch Europäer. Die Anfänge des Geschäfts lagen im 16. Jahrhundert, die größte politische Bedeutung erlangte es im 17. Jahrhundert, den ökonomischen Höhepunkt im ersten Drittel des 19. Jahrhunderts. In der nach dem Ersten Weltkrieg rapide industrialisierten und verstädterten Welt mit einer Bevölkerung, die viel schneller wuchs als die Pelztierpopulationen und die -zuchten liefern konnten, verlor der Pelzhandel Nordamerikas nach dem Zweiten Weltkrieg endgültig seine herausragende Bedeutung. Nur im regionalen, ländlichen Rahmen spielt er bis heute eine gewisse Rolle.
Pelzjäger und -händler gehören zu den bedeutendsten Entdeckern und Wegbereitern der europäischen Besiedlung des Kontinents; sie waren oftmals die ersten, die Kontakte zu Indianern und Eskimos aufnahmen.
Mit dem Pelzhandel verbunden sind Namen wie die englisch-kanadische Hudson’s Bay Company, die französisch-kanadische North West Company und der deutschstämmige Johann Jacob Astor und seine American Fur Company, aber auch die Russisch-Amerikanische Kompagnie und die Alaska Commercial Company.
Dabei stellte die Forschung seit den 1970er Jahren heraus, dass der Begriff Pelzhandel eine zu starke Vereinfachung darstellt. Er war nicht einfach eine Vorstufe der europäischen Kolonisierung, wie noch Frederick Jackson Turner 1891 und vor allem Harold A. Innis 1930 postulierten. Heute ist deutlich, dass es ein indianischer Handel war. Für Arthur J. Ray (1978) war er sogar nur ein Aspekt des indianischen Handels. Die Indianer integrierten die Neuankömmlinge zunächst in ihr Handelssystem, auch wenn die Pocken, die die Europäer mitbrachten, zahlreiche Opfer forderten. Vom Pelzhandel hingen bei vielen Stämmen die Führungsgruppen ab, oder sie etablierte sich erst durch dessen Erträge und das Prestige, das die dazugehörigen Tauschwaren, vor allem Wampum, eintrugen. Im Rahmen des Pelzhandels entstanden neue ethnische Gruppen, vor allem die Métis.
Da sich zudem die Beziehungen innerhalb und zwischen den Gruppen veränderten, sprach man von einer „fur trade society“, einer „Pelzhandels-Gesellschaft“, die vor allem der noch nicht verstädterten kanadischen Gesellschaft vor dem Ersten Weltkrieg ihren Stempel aufdrückte.

## Die europäischen Märkte
Pelzjagd und -handel auf dem nordamerikanischen Kontinent diente immer nur zum geringsten Teil der Versorgung der eigenen Bevölkerung. Vielmehr wurden die natürlichen Ressourcen der Kolonien von Anfang an gezielt für die Nachfrage auf den europäischen Märkten erschlossen. Insbesondere Biberpelz war begehrt, weil er schon im Mittelalter keinen Kleidervorschriften unterlag und so von Adel und Bürgertum getragen werden konnte. Die größte Nachfrage bestand nach Hüten aus Biberfilz. Die Unterhaare, nach dem Entfernen des Deckhaares, waren der ideale Rohstoff, um sie zu verfilzen und hochwertige Hüte zu fertigen.
Ab dem 17. Jahrhundert ging die Mode, einschließlich der Hutmode, von den wirtschaftlichen Zentren England und Frankreich aus; als Material für hochwertige Hüte fast jeden Stils bevorzugte man Biberfilz. Den Ausgang nahm diese Mode ab 1600 und dann insbesondere im Dreißigjährigen Krieg mit dem Aufstieg Schwedens als europäische Macht. In dieser Zeit wurden breitkrempige Hüte aus gefilztem Biberhaar nach schwedischem Vorbild getragen. Weitere Nachfrage kam in der zweiten Hälfte des 17. Jahrhunderts mit den stehenden Heeren der europäischen Nationen, zu deren Uniformen eine Kopfbedeckung aus Biberfilz gehörte.

## Die Anfänge
Die europäischen Biberpopulationen gingen durch Ausbeutung der Bestände und Meliorationsmaßnahmen zur Trockenlegung von Feuchtgebieten zurück, etwa um 1600 waren auch die Bestände Russlands erschöpft und der Import aus dem Osten kam fast vollständig zum Erliegen. Etwa gleichzeitig begann die Erschließung des nordamerikanischen Kontinents. Pelze waren das ideale Gut für die wirtschaftliche Nutzung der transatlantischen Kolonien: Die Gewinnung erforderte kaum Infrastruktur, die Pelze konnten von den Indianern eingetauscht oder durch europäische Pelzjäger selbst gewonnen werden, sie waren leicht zu transportieren und brachten gute Preise.
Ab 1519 begann der Pelzhandel an der Küste. Die dortigen Indianer tauschten Pelze gegen europäische Produkte, vor allem Metallwaren wie Messer, Äxte, Beile und Kessel. Ihr Tauschinteresse wuchs, wie der Bericht Jacques Cartiers zeigt, der 1541 in der Chaleur-Bucht ankerte. Dort wurde sein Schiff von einer großen Zahl Kanus der Mi’kmaq umringt, deren Besatzungen mit Biberpelzen winkten. Cartier hatte bereits 1534/35 am oberen St. Lorenz Pelze bei den Irokesen eingetauscht.
Schon bald zeigte sich jedoch ein von beiden Seiten nicht erwarteter Zusammenhang von Handelskontakten und der Ausbreitung schwerster Epidemien unter den Ureinwohnern, allen voran der Pocken. So wurden die Mi’kmaq 1564, 1570 und 1586 von ihnen unbekannten Krankheiten heimgesucht. Bald führten die Stämme zudem wegen der Handelskontakte Kriege untereinander, vor allem, nachdem nach 1600 erste dauerhafte Stützpunkte der Händler entstanden. 1607 kam es zu einem Krieg zwischen den Penobscot unter ihrem Sagamore Bashabes, der durch französische Waffen große Macht erlangt hatte, und den Mi’kmaq. Dieser Tarrantiner-Krieg, Ausdruck ihrer Rivalität im Pelzhandel, dauerte von 1607 bis 1615.
Lange Zeit florierte der Handel trotz weitgehend fehlender Infrastruktur im Sinne von Handelsstützpunkten. Ein Fluss- und Wegenetz, auf dem Indianer Handel betrieben, existierte schon sehr lange, und die weißen Händler wurden in dieses Handelsnetz integriert.

## Monopole, europäische Konflikte und Pelzkriege
Staatlich organisiert wurde der Handel jedoch erst Jahrzehnte später. 1603 verlieh Heinrich IV. von Frankreich Pierre Dugua de Mons, einem Edelmann aus St. Malo, das königliche Privileg für Fischfang und Pelzhandel in allen französischen Besitzungen auf dem nordamerikanischen Kontinent. Er gründete mit Kaufleuten aus der Bretagne eine Handelsgesellschaft und überquerte den Atlantik. Den Winter 1604/05 verbrachte die Expedition auf Saint Croix Island, bevor sie 1605 die erste französische Niederlassung auf dem Kontinent im neuschottischen Akadien aufbaute, aus der sich die Stadt Port Royal (heute Annapolis Royal) entwickelte. Dugua de Mons' Begleiter war Samuel de Champlain, der 1608 Québec gründete und so den ersten Schritt zur Besiedlung des Kontinents machte.
Wenige Jahre später kamen Konflikte zwischen den Franzosen und südlicher siedelnden englischen Kolonisten auf. 1613 griffen die Engländer Port Royal an und brannten die Stadt nieder. Der Handel verlagerte sich nach Norden, in das kleine Tadoussac, an der Mündung des Saguenay in den St. Lorenz, wo der Indianerhandel einen Aufschwung nahm. 1627 verlieh Kardinal Richelieu der Compagnie de la Nouvelle France (auch als Compagnie des Cent-Associés bekannt) ein neues Patent für den Handel im nun so genannten Kanada. Die Konflikte und die Gewalt blieben. 1632 schlossen Frankreich und England den Vertrag von Saint-Germain-en-Laye, in dem die französischen Rechte bestätigt wurden.
Konflikte mit den Indianern führten zu einer Zweiteilung der Handelsmethoden. Einige wenige Franzosen gingen in die „Wildnis“ und lebten mit den Indianern. Sie wurden Coureurs des Bois genannt und sind die Vorbilder der Waldläufer in der frühen amerikanischen Abenteuerliteratur. Sie lebten mit den Einheimischen aus dem Land und deckten ihre geringen Bedürfnisse an europäischen Gütern aus dem Verkauf selbstgejagter Pelze. Die offiziellen Handelsagenten hingegen errichteten feste Niederlassungen, zumeist an der Mündung von Flüssen, und ließen sich von den ansässigen Indianern Pelze direkt in die Agentur liefern. Als Tauschgüter dienten überwiegend metallene Werkzeuge, Messer, Kessel und Töpfe, sowie bunte Textilien und venezianische Glasperlen. Dabei spielten nicht nur offenkundige Vorzüge der Werkzeuge eine wichtige Rolle, sondern auch der Geschmack, den etwa Frauen an bestimmten Farben der häufig kunstvollen Perlen fanden.
Dieser Handel wurde einerseits durch die Rivalitäten zwischen Engländern und Franzosen häufig erschwert. So eroberten die Engländer 1629 bis 1632 Québec. Als dritte Macht traten die Niederländer auf, die den Irokesen Waffen lieferten, mit denen sie ihr Jagdgebiet weiter nordwärts ausdehnten. Dies löste Konflikte zwischen Irokesen und den mit den Franzosen verbündeten Huronen und anderen Stämmen aus, die in die Vernichtung der Huronen 1650, der Erie 1656 und anderer Stämme mündeten. 1660 griffen die Irokesen auch die Franzosen an.
Frankreich versuchte, nachdem 1652 der direkte Handel mit den Indianern freigegeben worden war – bis dahin konnten nur die Indianer in die Handelszentren kommen –, Montreal zum einzigen Handelszentrum für Pelze zu machen. Dies war jedoch für die Irokesen nicht tragbar. Ihre Führer hingen inzwischen selbst vom Tauschhandel ab, denn sie gewannen Prestige durch das Verschenken begehrter Waren, die sie überwiegend gegen Pelze erhielten. Für sie wurde das Pelzmonopol zur Bedrohung. Daher griffen sie 1687 Montreal an, insgesamt kam bei dem Krieg etwa jeder zehnte der knapp 3000 Franzosen ums Leben. Mit dem König-William-Krieg (1689 bis 1697) begann eine Kette von Stellvertreterkriegen, die England und Frankreich mit Hilfe ihrer indianischen Verbündeten austrugen. Erst am Ende dieses Krieges, einem Nebenkrieg des Pfälzischen Erbfolgekriegs, kam es 1698 zu Verhandlungen und 1701 zum Großen Frieden von Montreal zwischen Irokesen und Franzosen. Damit endete nach rund 60 Jahren der letzte der so genannten Biberkriege.
Zehn Jahre nach der Vernichtung der Huronen kamen 1660 zwei Waldläufer nach Trois-Rivières zurück, ihre 60 Kanus vollbeladen mit Pelzen. Médard Chouard, Sieur des Groseilliers und Pierre-Esprit Radisson waren im Vorjahr mit Kollegen zu den Großen Seen aufgebrochen, hatten das Gebiet erkundet und die dortigen Indianer kennen gelernt. Dabei waren sie bis in das heutige Minnesota vorgestoßen, hatten dort bei den Lakota überwintert und ihnen Pelze abgekauft. Ihre Methode, als unabhängige Händler die Indianer in ihren Gebieten aufzusuchen und den Handel zu ihnen zu verlagern, war in den folgenden Jahren erheblich erfolgreicher als die Niederlassungen, die unter den Kriegen litten. Aber des Groseilliers und Radisson verstießen gegen das königliche Monopol, das mittlerweile bei der Compagnie des Indes Occidentales lag. Nach nur drei Jahren griff die Compagnie durch und verbot den individuellen Handel.
Radisson und des Groseilliers versuchten am französischen Hof in Paris eine Erlaubnis zu erhalten. Als ihnen diese verweigert wurde, gingen sie nach London und wandten sich an die Engländer. Prinz Rupert, ein deutschstämmiger Neffe des Königs Karl I., griff die Gelegenheit auf, begeisterte Londoner Geschäftsleute und rüstete ein Schiff aus. Im Juni 1668 brach des Groseilliers auf, er ging in den Norden Quebecs und errichtete einen kleinen Stützpunkt an der James Bay, dem südlichen Ausläufer der Hudson Bay. Der Handel war außerordentlich erfolgreich. Schon 1669 konnte die erste Ladung Pelze nach London geliefert werden und 1670 erteilte Karl II. auf Betreiben Prinz Ruperts den 17 Anteilseignern die Charter, ein umfangreiches Privileg nicht nur für den Handel in Kanada, sondern auch zur völligen Selbstverwaltung der damit gegründeten Hudson’s Bay Company.

## Erkundungen im Westen, Ende Neufrankreichs

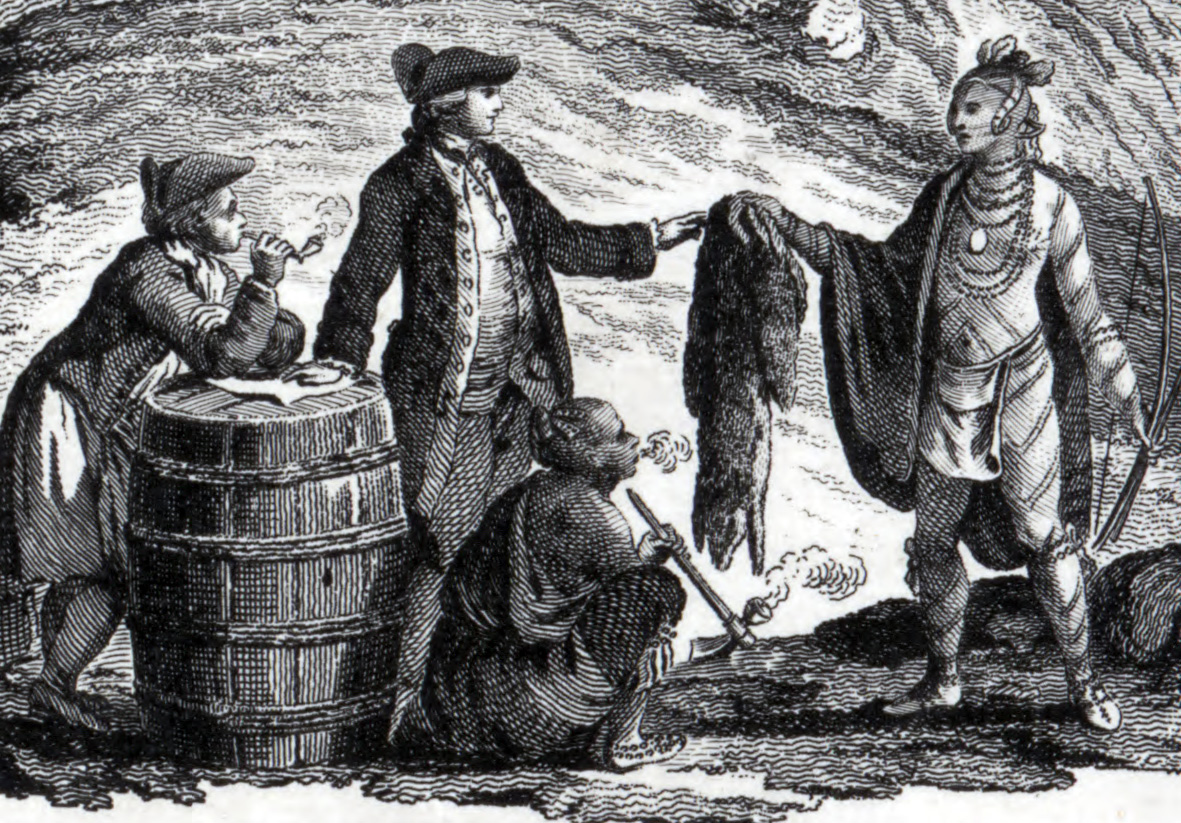
Französische Pelzhändler in Kanada im 18. Jahrhundert

Auch die nächsten Jahrzehnte waren geprägt von der Konkurrenz zwischen Franzosen und Engländern. So griff Frankreich 1686 die Handelsposten der Hudson’s Bay Company in der James Bay an. Beide Handelsgesellschaften stießen nach Westen in den unerforschten Kontinent vor. Die Franzosen entdeckten dabei den Ohio und den Mississippi und legten an beiden Flüssen eine Vielzahl von Handelsniederlassungen an. 1682 erkundete Robert Cavelier de La Salle im Auftrag Ludwigs XIV. und zur Förderung des Pelzhandels die volle Länge des Mississippi, erreichte als erster Weißer dessen Mündung beim heutigen New Orleans und gründete die französische Kolonie Louisiana.
Erstmals bekamen die dortigen Stämme die scharfen Preisschwankungen bei Pelzen und ihre Folgen zu spüren. Obwohl die Franzosen die Irokesen zu einem Friedensschluss veranlassten, verursachte dieser erste Preissturz bei Pelzen, dass zahlreiche Lizenzen zum Pelzhandel nicht verlängert wurden. So endete 1696 der Pelzhandel an den westlichen Großen Seen abrupt. Auch Nicolas Perot, der Kommandant von La Baye, hatte die Lage völlig falsch eingeschätzt und Forts wie Fort St. Nicolas bei Prairie du Chein und Fort St. Antoine am Lake Pepin am Mississippi 1685 und 1686 errichten lassen. Die Mascouten fühlten sich von den Franzosen, die nicht mehr die gewohnten Preise bezahlen konnten, betrogen. Sie raubten Perot aus und mehrere Franzosen wurden umgebracht.
Eine Wende im Pelzhandel – Paris wollte möglichst wenig investieren – brachte das Auftreten des Antoine Cadillac, der Fort Pontchartrain bei Detroit für den Handel mit allen Stämmen der Großen Seen öffnete. Diese zogen zu Tausenden in die Gegend. Potawatomi, Wyandot und Ottawa forderten die rund 1000 Fox und Mascouten zum Abzug auf. Die Fox-Kriege dauerten von 1712 bis 1716 und von 1728 bis 1737 und führten fast zur Ausrottung der Mascouten. Bis 1730 spielten Briten und Franzosen sowie die beteiligten Stämme sich gegeneinander aus. Daneben wüteten Pockenepidemien, die 1751 die Mascouten auf nur noch 300 Angehörige dezimierten.
Im 18. Jahrhundert gingen die Erkundungen weiter. Der offizielle Auftrag von Pierre Gaultier de la Vérendrye, ab 1728 militärischer Kommandeur der Poste du Nord in Montreal, war, einen Weg zum Westozean zu erkunden. De la Vérendrye stieß in zwei Expeditionen nach Westen vor. 1731 kam er bis nahe an die Rocky Mountains ins heutige Wyoming, beim zweiten Anlauf im Jahr 1738 bis North Dakota und zum Oberlauf des Missouri. Beide Male knüpfte er Handelsbeziehungen zu den Indianern, insbesondere den Lakota, an und errichtete Handelsniederlassungen. Trotz großer finanzieller Erträge der Compagnie aus dem Pelzhandel in den neuen Gebieten galten seine Reisen als Misserfolge, weil er den Ozean nicht erreicht hatte.
1739 erreichten sieben französische Händler Santa Fe, das zum Vizekönigreich Neuspanien gehörte. Es gelang jedoch nicht, über den langen Weg durch die Wüsten und Steppen von New Orleans stabile Handelsbeziehungen aufzubauen. 1750 brachen die Spanier die Kontakte ab, inhaftierten alle Franzosen auf ihrem Gebiet und ließen niemanden und keine Nachrichten über ihre Grenzen hinaus.
Im Franzosen- und Indianerkrieg, den Kämpfen auf dem nordamerikanischen Kontinent im Rahmen des siebenjährigen Kriegs, verlor Frankreich 1763 alle Besitzungen östlich des Mississippi an England. Die Gebiete westlich des Flusses und die Stadt New Orleans wurden an das Königreich Neuspanien abgetreten. Die französische Compagnie gab ihre Interessen auf, die Pelzhändler Montreals wurden unabhängig tätig oder schlossen sich der englischen Hudson’s Bay Company an – oder sie forderten sie heraus, wie Alexander Henry. In New Orleans blieben einzelne französische Händler aktiv und gründeten 1764 St. Louis, sie spielten aber für den Handel der Zeit keine große Rolle. St. Louis sollte erst im 19. Jahrhundert zum Zentrum der Pelzwirtschaft werden, dann aber unter amerikanischer Führung.

## Organisationsformen der Handelsgesellschaften

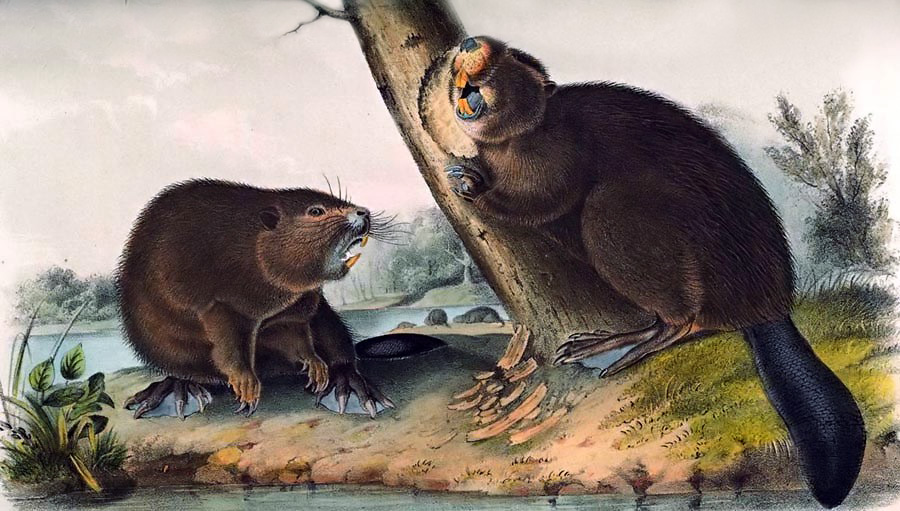
Kanadischer Biber von John James Audubon, 1854

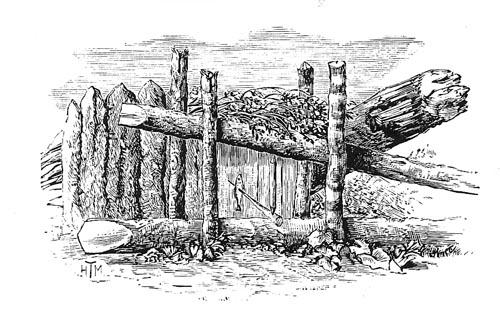
Schlagfalle nach indianischer Art

Die Pelzhandelsgesellschaften operierten in der Wildnis, jenseits staatlicher Organisation oder gesellschaftlicher Zivilisation – das jedenfalls war ihr Blickwinkel. Das bedeutet aber nicht, dass die Trapper gesetzlos gelebt hätten. Zwar waren unter ihnen viele, die vor Schulden oder Strafverfolgung geflohen waren, aber untereinander in ihrer Organisation schufen sie ihre eigenen Sitten und Gesetze und hielten eine strikte Disziplin aufrecht.
- Die Handelsposten wurden von einem Bourgeois geleitet. Handelsexpeditionen, die neue Gebiete erschlossen und Indianervölker aufsuchten, unterstanden einem Partisan, in der späteren Zeit bei den amerikanischen Firmen zumeist Captain genannt. Jeder der beiden hatte unbeschränkte Kommandogewalt auf seinem Gebiet. Bourgeois waren fast immer am Unternehmen beteiligt, sie hatten Personal- und Finanzverantwortung für ihr Handelsgebiet. Berühmte Bourgeois waren William Bent und Kenneth McKenzie, ein bekannter Captain war Jedediah Smith.

- Jeder Posten hatte einen oder mehrere Kontoristen, die Clerks genannt wurden. Seine Aufgaben umfassten Buchführung und Lagerhaltung, aber oft musste er auch mit der Ware hinaus zu Indianerdörfern und die getauschten Pelze in den Posten begleiten. Der dienstälteste Clerk war in der Regel der Stellvertreter des Bourgeois.

- Hunter oder Trapper wurden von den Unternehmen erst spät in größerem Umfang eingesetzt. Kleine Gruppen von Pelzjägern gab es jedoch zu allen Zeiten. Sie gingen in die Wildnis, lebten oft mit den Indianern und passten ihren Lebensstil weitgehend an deren Kultur an. In Territorien befreundeter Völker konnten sie sich in kleinen Einheiten, manchmal auch alleine, auf die Flüsse und Bäche verteilen; kam es zu Konflikten, mussten sie entweder im direkten Umfeld der Posten bleiben oder machten Jagdausflüge nur in größeren Gruppen.

- Camp Keepers waren Hilfskräfte der Trapper. Auf zwei Jäger kam im Schnitt ein Camp Keeper, dessen Aufgabe es war, die Jagdbeute zu häuten, die Pelze zu reinigen, zuzuschneiden und zu trocknen, sowie für den Lebensunterhalt der Jäger zu sorgen.

- Die Voyageurs rekrutierten sich fast ausschließlich aus der französischstämmigen Unterschicht, verfügten über keinerlei Bildung und wurden überwiegend für Transportaufgaben eingesetzt. Sie trieben die Keelboats an, breite Schiffe, mit denen Waren und Personen auf den flachen Flüssen des amerikanischen Westens transportiert wurden, und die Kanus, mit denen Händler und Jäger vom Stützpunkt aus aufbrachen. Astor stellte fest, dass auf den Flüssen ein kanadischer Voyageur drei Amerikaner aufwöge, während Chittenden erwidert, dass im rauen Leben der Wildnis (abseits der Flüsse) ein amerikanischer Trapper drei Voyageurs wert wäre[13].

- Die am geringsten angesehenen und schlechtest bezahlten Tätigkeiten oblagen den Mangeurs de lard, den Speckessern. Sie verpflichteten sich für drei oder fünf Jahre, bekamen auf den langen Reisen nur Speck, trockenes Brot und Erbsensuppe (daher der Name), und ihr Gehalt war so gering, dass fast alle am Ende ihres Vertrages bei ihren Arbeitgebern verschuldet waren und ihre Dienstzeit verlängern mussten.

- Eine Sonderstellung hatten die Handwerker und Spezialisten, französisch Artisans genannt, in den größeren Handelsposten. Schmiede, Zimmerleute, Bootsbauer und in den späteren Zeiten in den großen Prärien auch Karawanenführer hatten in ihren Fachgebieten eine große Eigenverantwortung.

Die Gehälter waren generell gering, verglichen mit den Handelsspannen, den Gefahren und der harten Arbeit. Die besten Zahlen liegen aus dem 19. Jahrhundert im Missouri-Gebiet vor. Ein Clerk verdiente etwa 500–1000 Dollar im Jahr, Trapper $ 250–400, Camp keepers etwa $ 150–200. Ein Voyageur bekam gerade noch 100 $, Mangeurs de lards wesentlich weniger. Neben ihrer Arbeit mussten sich die Hilfskräfte teilweise selbst aus dem Land ernähren. Sie legten kleine Felder neben den Handelsposten an und gingen gelegentlich auf die Jagd. Von Voyageurs ist überliefert, was sie an Sachleistungen erhielten: enthülsten Mais vermischt mit etwas Nierenfett oder Talg – etwas über ein Kilo am Tag, sowie zwei Baumwollhemden, ein Paar schwere Stiefel und eine Decke pro Jahr. Wollte ein Trapper oder Voyageur Tabak, Zucker oder neues Werkzeug erwerben, musste er im Lager des Postens einkaufen, zu den Preisen der Company.
Fast allen am Pelzhandel Beteiligten war gemeinsam, dass sie für den Tag lebten, Gehälter wurden zumeist schon am Zahltag ausgegeben. Die Rendezvous, große Handelstreffen im 19. Jahrhundert, waren orgienartige Feste der Verschwendung, die auch maßgeblichen Anteil an der Ausbreitung von Geschlechtskrankheiten, insbesondere der Syphilis, unter den Trappern und den Indianern hatten. Nur wenige Trapper schafften den Aufstieg. Jedediah Smith, der sich vom Jäger zum Captain und zum Partner einer großen Handelsgesellschaft hocharbeitete, und wenige andere erfolgreiche Kollegen gelten als Ausnahmen.
Die Hierarchien wurden strikt eingehalten, die Disziplin war streng. Immer wieder versuchten Händler, Jäger oder Voyageurs, sich mit einer Ladung Pelze abzusetzen und sie der Konkurrenz anzubieten. Sie wurden als Deserteure gejagt und schwer bestraft. Geldstrafen erhöhten die Verschuldung und banden den Angestellten noch länger an die Company, aber es gibt auch Berichte vom häufigen Einsatz der Peitsche.

## Die Pazifikküste
Als James Cook 1778 am Nootka-Sund und in der Resolution Bay landete, bemerkte er, dass es Kämpfe zwischen den Stämmen gab, deren Hauptauslöser der Streit um das Handelsmonopol mit den Fremden war. Gleichzeitig versuchten 1778 bis 1794 Spanier und Briten ihren Anspruch auf diesen Küstenabschnitt durchzusetzen. Häuptling Maquinna von den Mowachaht führte eine gezielte Kriegs- und Bündnispolitik. Dabei gelang es ihm, den regionalen Pelzhandel zu kontrollieren, was ihm neben Prestige europäische Waffen einbrachte.
Als 1784 die Journale der Expedition Cooks publiziert wurden, löste dies einen Run auf Seeotterfelle aus. Zwischen 1785 und 1805 steuerten mehr als 50 Handelsschiffe die Region an. 1788 gründeten die Spanier eine Handelsstation. John Meares, dessen vier Schiffe von der Flotte des spanischen Kapitäns Don Estevan José Martínez gekapert worden waren, brachte 1790 eine Petition im britischen Unterhaus ein, die den Premierminister darin bestärkte, den Konflikt bis an den Rand des offenen Krieges zu treiben. Die Spanier gaben im März 1795 die nördlichste Ansiedlung im Pazifik nach der Einigung mit London auf.
Der Pelzhandel war Teil eines Dreieckshandels zwischen Europa, dem Pelzhandel in China und in Nordwestamerika. Seit 1745 hatte China als einzigen Handelsplatz Kanton festgelegt, genau gesagt dessen Hafen Whampoa. 1786 hatten die Händler aus Boston dort in Konsul Samuel Shaw eine Vertretung für den komplizierten Handel erhalten, 1789 gründete Thomas H. Perkins eine Pelzhandelsvertretung. Die Erlaubnis zum unmittelbaren Handel mit den Europäern hatten nur 13 Chinesen, die als Co-hong bezeichnet wurden. Fast der gesamte Pelzhandel der Perkins Company wurde über einen gewissen Hoqua abgewickelt. Die Europäer segelten mit Metallwaren, venezianischen Glasperlen und allem, was als begehrt bekannt war, zum Nootka Sound. Die Otter- und Biberpelze verkauften sie in Ostasien, wo sie mit den enormen Gewinnen Porzellan, Seide und andere chinesische Waren erwarben, die in Europa gefragt waren. Dabei entwickelte man eine Händlersprache, die als Chinook Wawa bezeichnet wurde. Sie bestand aus zahlreichen chinesischen, englischen, spanischen Wörtern, aber auch aus Wörtern der Chinook und der Nuu-chah-nulth.
Spätestens 1817 war die Vormacht der Mowachaht offenbar gebrochen, der Handel mit Seeotterfellen endete wegen Überjagung 1825 endgültig. Gleichzeitig lieferten sich die Tsimshian, Haida und Küsten-Salish jahrelange Kriege, die nun mit modernen Gewehren ausgetragen wurden.

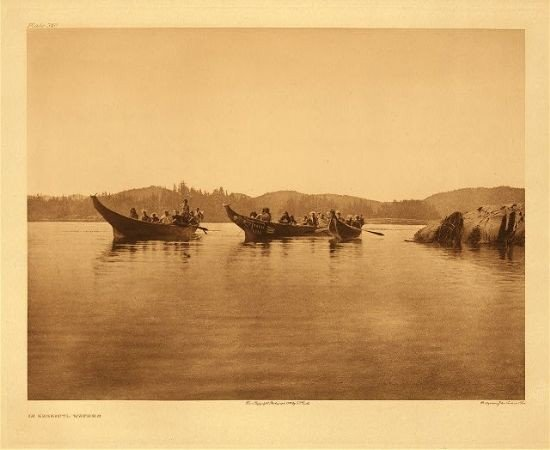
Kwakwaka'wakw-Kanus, Edward Curtis

Von 1862 bis 1863 wütete an der Westküste eine besonders schwere Pockenepidemie, der vermutlich 20.000 Indianer zum Opfer fielen. Zuletzt schätzte John Douglas Belshaw, dass die indigene Bevölkerung British Columbias von rund 500.000 auf unter 30.000 zusammengebrochen sei.
In Alaska war zunächst die Russisch-Amerikanische Kompagnie vorherrschend, die ihr Handelsmonopol gegen starken indigenen Widerstand mit Waffengewalt durchzusetzen versuchte. In der Three Saints Bay entstand die erste russische Siedlung. Von 1774 bis 1791 versuchte Spanien auch hier seine Autorität durchzusetzen. Die Russen setzten sich 1804 zudem in der Schlacht von Sitka gegen die Tlingit durch und monopolisierten in der Folge den Pelzhandel an der Pazifikküste Alaskas. Dies geschah etwa durch den Seeotterkrieg gegen die Tsimshian. Im Hinterland konnten sie den Tlingit ihr Monopol für den Handel über die Pässe jedoch nicht streitig machen. 1867 kauften die USA das Gebiet.

## Die großen Handelsgesellschaften

### Hudson’s Bay Company
Hauptartikel: Hudson’s Bay Company
In Ruperts Land, dem größten jemals einer privaten Gesellschaft zugewiesenen Gebiet, erhielt die Hudson’s Bay Company (HBC) 1670 das Monopol für den Pelzhandel. Doch machten ihr französische Pelzhändler diese Stellung streitig, ebenso wie nach dem Ende Neufrankreichs französische Händler aus Montreal, die sich in der North West Company zusammengefunden hatten.
Der erste französische Entdecker in Alberta war wohl 1751 Joseph Bouchier de Niverville (1715–1804), genauer die zehn Männer, die er zur Errichtung von Fort La Jonquiere vorausgeschickt hatte. Anthony Henday (auch Hendry) verbrachte den Winter 1754/1755 bei den Blackfoot und besuchte das Gebiet von Edmonton. Sein Bericht über die Siksika, die Pferde hielten, stieß auf Unglauben. Samuel Hearne reiste 1770 bis 1772 im Auftrag der HBC vom Fort Prince of Wales am Churchill River als Erster überland bis zum Coppermine River und weiter zum Arktischen Ozean. Er berichtete als Erster vom Großen Sklavensee. Die Bereitwilligkeit, mit der viele der dortigen Lake Wholdaia Chipewyan Pelze an die Hudson Bay brachten, und sich damit in Hearnes Augen zu Sklaven machten, erklärte sein Führer Matonabbee damit, dass der Handel es ihnen erlaubte, großzügig zu verschenken und damit Ansehen zu gewinnen.
Das erste britische Fort wurde 1778 allerdings von Peter Pond, einem Händler, der für die North West Company tätig war, 50 km vor der Mündung des Athabasca River errichtet. Neben ihm bereisten David Thompson, Alexander MacKenzie und George Simpson die Region. Dabei waren über mehrere Jahrzehnte die so genannten Peddlers, unabhängige, oftmals französische Pelzhändler mit guten Kontakten zu den Indianern, erfolgreicher als die HBC. Diese versuchte durch Forts, das Gebiet unter ihre Kontrolle zu bringen. Das erste dauerhafte Fort war Fort Chipewyan, das MacKenzie 1788 gründete. Die erste dauerhafte Siedlung war das 1795 gegründete Edmonton, eine Gründung der HBC.
Die Blackfoot siedelten sich im Gegensatz zu vielen anderen Stämmen im Nordwesten nicht in der Nähe der Forts an, denn die vorhandenen Handelsstrukturen führten ihnen die begehrten Waren auch so zu. 1780 bis 1782 traf sie jedoch die erste Pockenepidemie. Ebenso katastrophal war die Grippe, die 1835 in Saskatchewan, am Athabasca und am Peace River wütete. Diese Epidemien ließen auf Jahre den Pelzhandel zusammenbrechen.
Um 1800 zogen viele Métis nach Manitoba und Alberta, manche zogen noch weiter, als in Manitoba die Bisonpopulationen zusammenbrachen. Métis waren für die Versorgung der Forts mit Pemmikan von größter Bedeutung.

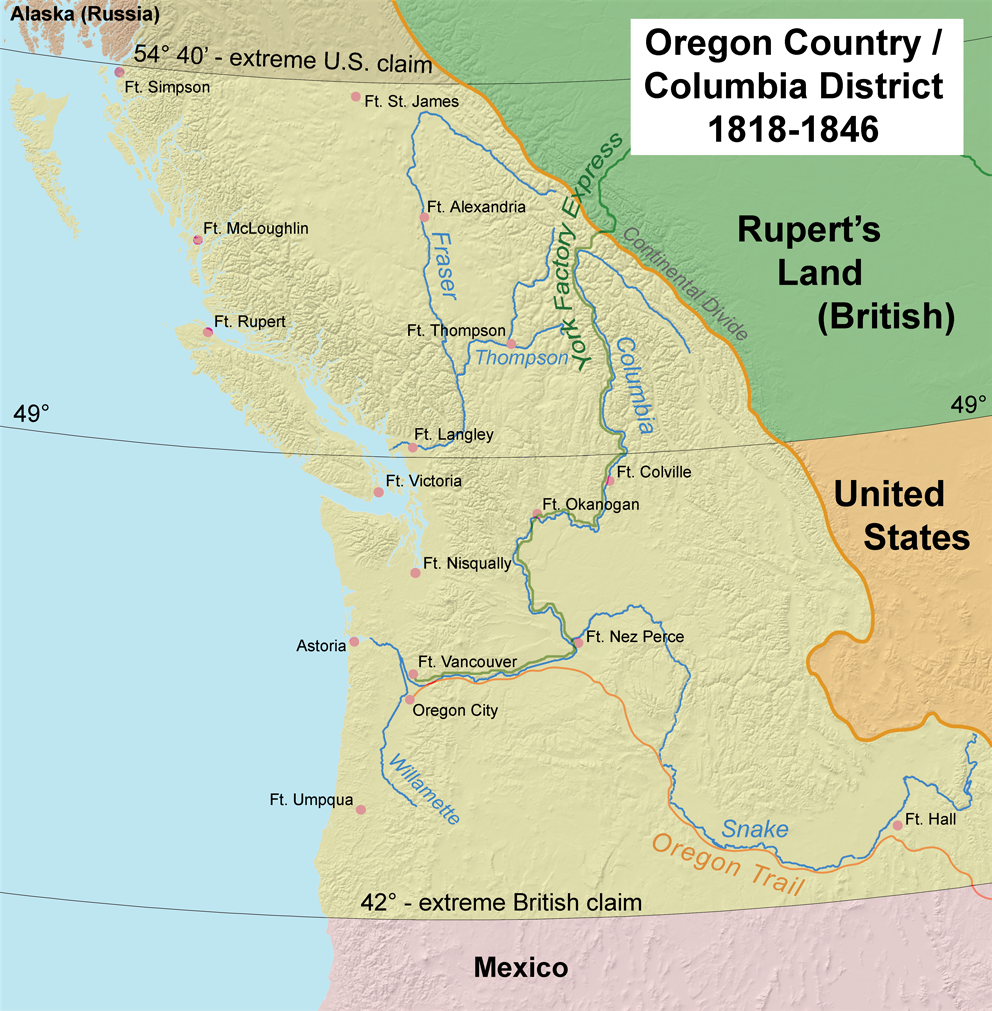
Karte des Oregon County mit britischen und amerikanischen Gebietsansprüchen

Ein Schwerpunkt der HBC lag im Oregon Country, das Briten und Amerikaner 1818 bis 1846 gemeinsam beanspruchten. Die HBC erhielt 1838 das ausschließliche Recht, mit den „Eingeborenen“ zu handeln und gründete 1843 eine Handelsstation an der Stelle des heutigen Victoria. Gesichert wurde sie durch den Grenzvertrag zwischen Großbritannien und den USA vom 15. Juni 1846, der Vancouver Island Britisch-Nordamerika zuschlug. London überließ der Company für zehn Jahre die gesamte Insel.
1849 wurde James Douglas von der HBC zum Gouverneur der neu geschaffenen Kronkolonie Vancouver Island ernannt, deren Hauptstadt Victoria wurde. New Caledonia, wie der Festlandteil der späteren Provinz nun genannt wurde, blieb ein Territorium unter der Verwaltung der HBC, die sich aus dem Süden zurückziehen musste.
Doch mit den Goldfunden am Fraser kamen in kürzester Zeit 16.000 Menschen nach Victoria. Gouverneur Douglas fürchtete den Verlust des britischen Einflusses. Das britische Kolonialministerium erklärte den Festlandteil zur Kronkolonie British Columbia, mit New Westminster als Hauptstadt. Douglas wurde zum Gouverneur beider Kolonien ernannt. Während des Cariboo-Goldrauschs strömten 1861/62 wieder Zehntausende nordwärts. Die beiden Kolonien wurden am 6. August 1866 zu den Vereinigten Kolonien von Vancouver Island und British Columbia fusioniert, mit Victoria als Hauptstadt.
Die HBC förderte die Zuwanderung aus Großbritannien. Er befahl 1861 Reservatsabgrenzungen vorzunehmen, die Ausdehnung der Indian reserves sollte jedoch von den Indianern selbst dargelegt werden. Diese vergleichsweise milde Indianerpolitik endete 1864 mit Joseph Trutch, der 1870 als erster den „Wilden“ jeden Landanspruch absprach.
Die zahlreichen Meeresarme ermöglichten die Verfrachtung von Holz und Kohle per Schiff. Dies wiederum förderte den Einsatz von Dampfschiffen. Doch die beiden Banken, die Kapital für die Landwirtschaft hätten bereitstellen können, hatten Kapitalinhaber in Großbritannien. Die einzige Bank mit lokalem Kapital war die Macdonald's Bank, die jedoch 1864 nach einem Raubüberfall Bankrott anmeldete.
Der einflussreichen britischkolumbianischen HBC- und Kolonial-Elite gelang es, eine unangefochtene Stellung zu erreichen. Im Namen und durch die HBC hielten sie umfangreichen Landbesitz, wenige Familien Kohlegruben. Der Pelzhandel verlor in British Columbia seine Bedeutung, und es bestand für London keine Notwendigkeit mehr, das überkommene HBC-Monopol weiter zu stützen, das mit der Gründung Kanadas ab 1869 abgelöst wurde.

### North West Company
Hauptartikel: North West Company
In den Nordwest-Territorien und am Yukon hatte der Pelzhandel zwei Wurzeln. Biber, Bisam, Nerz, Echte Marder und Luchs wurden von den Bewohnern des Mackenzie-Beckens gejagt, später von denen des Deltas. Der Handel dehnte sich ab dem 17. Jahrhundert nordwestwärts aus. Die zweite Wurzel war die Jagd auf den Polarfuchs. Erstere Jagd führten die Indianer, die Erbeutung der Polarfuchsfelle die Eskimos aus.
Raubtrupps der Cree waren seit 1670 auf Sklavenjagd gegangen, ihre Gewehre stammten häufig aus dem Handelsposten der Hudson’s Bay Company (HBC), York Factory. Thanadelthur, einer jungen Indianerfrau, gelang jedoch 1714 die Flucht in das Fort, und der dortige Leiter James Knight erkannte den Wert ihrer Informationen über Pelzjäger im Nordwesten sofort. Sie führte auf seine Bitte hin William Stewart und 150 Cree zum Ostarm des Großen Sklavensees und vermittelte Frieden zwischen Chipewyan und Cree. So konnte die HBC einen neuen Handelsposten am Churchill errichten, Prince of Wales (Churchill) an der Hudson Bay. Der Frieden ermöglichte den Cree einen ungestörten Zwischenhandel zwischen der HBC und den im Nordwesten lebenden Stämmen.
1786 entstand mit Fort Resolution nahe der Mündung des Slave River in den Großen Sklavensee der erste Handelsposten im Bereich der späteren Nordwest-Territorien. Als Alexander Mackenzie den Zugang zum Pazifik suchte, entstand mit Lac La Martre der erste Handelsposten, der den athapaskischen Stämmen den direkten Handel mit europäischen Gesellschaften ermöglichte. Bis dahin hatten Cree und Chipewyan die Vermittlerrolle inne. Dazu kamen nach 1700 Métis-Gruppen aus Saskatchewan, die die Methy Portage überschritten und deren Nachkommen heute als Northern Métis bezeichnet werden.
Nach der Niederlage der Franzosen gegen die Briten von 1760 bekämpften sich mehrere Handelsgesellschaften. Dabei drang die North West Company Richtung Nordwesten vor. Simon McTavish hatte hier neun kleine Handelsgesellschaften verbunden. 1786 bauten die beiden rivalisierenden Gesellschaften der North West Company unter Führung von Cuthbert Grant und Laurent Leroux von Gregory, Macleod and Company getrennte Forts. Die 1787 vereinten Gesellschaften bauten Old Fort Providence an der Yellowknife Bay. Ihr Hauptquartier lag in Montreal, ihr zentraler Stützpunkt war Grand Portage am Oberen See.
Doch nun trat die Hudson’s Bay Company in Konkurrenz zur vereinigten North West Company. Dieser Zustand endete erst 1821 nach dem Pemmikan-Krieg mit der zwangsweisen Vereinigung zu einer Gesellschaft, die nun als Hudson’s Bay Company firmierte.
1796 entstand ein Handelsposten am Trout River, doch musste der Posten drei Jahre später aufgegeben werden, nachdem Inuit seinen Erbauer Duncan Livingston umgebracht hatten. 1801 spaltete sich die North West Company und die XY Company entstand. Dennoch gründete man Ft. Simpson als Hauptquartier für das riesige Mackenzie-Gebiet. Allein 1827 kamen so 4.800 Biber-, 6.900 Nerz- und 33.700 Bisamfelle an die HBC. Zur Steigerung der Erträge trug auch bei, dass die rund ein halbes Jahrhundert anhaltenden Kriege zwischen Dogrib und Yellowknives nach 1823 durch einen Friedensschluss endeten.
Fort Liard und Fort Halkett entstanden am oberen Liard River. Damit sollten die in Alaska dominierenden russischen Mittelsmänner zu den Kaska-Indianern beim Handel über die pazifischen Küstengebiete auf dem Weg durch das Inland umgangen werden. Die weit abgelegenen Posten waren dabei von der Lebensmittelversorgung durch die Indianer abhängig, vor allem mit Fleisch. Drei Expeditionen unter Leitung von Captain John Franklin erforschten die Gebiete zwischen zentraler Arktisküste und Sklavensee (1825–1827, 1836–1839, 1845).
Um 1850 lebten die Indianer zunehmend in der Nähe der Handelsposten. Die Händler gaben den Jägern immer häufiger Kredit. Je größer die Beute früherer Jahre, desto höher die Kredite. Für die Indianer wurde es zu einer Art Anerkennung ihrer Jagdfähigkeiten, möglichst hohe Kredite und damit Schulden zu bekommen. Das Biberfell (madebeaver) wurde zur einzigen Währung des Gebiets. Dessen Tauschwert war klar: 3 Nerze, 10 bis 15 Bisam, ein ausgewachsener Luchs oder sechs Schwäne entsprachen einem Madebeaver. Ein einziges Messer kostete zwei Madebeaver.

### Amerikanische Gesellschaften
1822 schaffte die Regierung der USA das System der Faktoreien (factory system) ab, das seit 1796 westlich des Mississippi gültig war, und löste damit die Monopole der Regierungsstellen auf. Dies gab privaten Unternehmen und Einzelpersonen die Möglichkeit, am Handel teilzunehmen. Zuständig für die Ausgabe von Lizenzen war der in St. Louis ansässige Superintendent for Indian Affairs. Die Missouri und die Rocky Mountain Fur Company entstanden als erste Gesellschaften. Im Gegensatz zu den Briten wollten sie das Geschäft an den Indianern vorbei mit eigenen Jägern betreiben, doch gerieten sie dadurch in schwere Konflikte. Ab 1825 organisierte man Rendezvous in den Bergen, bei denen die Pelzjäger ihre Felle an die Unternehmensleitung übergaben und mit Ausrüstung und Verpflegung für das nächste Jahr versorgt wurden. Im folgenden Jahr verkaufte der Unternehmensgründer Ashley seine Anteile an Jedediah Smith, David E. Jackson und William Sublette. Ashley monopolisierte fortan die Ausrüstung der Fallensteller, die drei neuen Anteilseigner den Handel – wenn sie auch formal kein Monopol besaßen.
Bald geriet die Gesellschaft ins Blickfeld der American Fur Company, die im Osten den Pelzhandel beherrschte. Diese Gesellschaft war, ebenso wie ihre Konkurrentin, eine vergleichsweise kurzlebige aber folgenreiche Einrichtung. 1808 hatte sie Johann Jakob Astor mit Unterstützung des US-Präsidenten Thomas Jefferson gegründet. Die Zentralen lagen in St. Louis, Detroit und Fort Mackinac, doch war Astor an einer Verbindung zum ertragreichen Pazifik gelegen. Dazu entstand 1810 die Pacific Fur Company, in deren Auftrag die Tonquin 1811 den Columbia erreichte und die Siedlung Astoria gründete. Der Versuch, Astoria zum Zentrum eines Handelsnetzes zwischen China, Nordwesten Amerikas und Europa zu machen, scheiterte jedoch am Britisch-Amerikanischen Krieg von 1812. Astors Agenten verkauften unter Zwang und gegen seinen Willen die Siedlung an die Hudson’s Bay Company.
Astor beobachtete die Tätigkeiten der amerikanischen Fallensteller in den 1820er Jahren genau, und er dehnte sein Monopol westwärts aus. So kaufte er 1826/27 Pratte & Co und die Columbia Fur Company. Doch die Biberpopulationen gingen unter der massiven Bejagung zurück, die Hudson’s Bay Company hatte am Snake River ihre Bestände sogar systematisch ausgeräumt. Jedediah Smith und seine Partner verkauften 1830 ihre Gesellschaft und die Rocky Mountain Fur Company erhielt nun offiziell diesen Namen. 1832 erging ein Alkoholverbot im Handel mit den Indianern, eine Ware, die nun in geheimen Destillen hergestellt wurde. 1834 verkaufte Astor, der den Modewechsel rechtzeitig erkannte, die American Fur Company, die in den nächsten Jahren von der HBC weitgehend verdrängt wurde. Im selben Jahr wurde die Rocky Mountain Fur Company hochverschuldet aufgelöst. Die Rendezvous fanden durch die American Fur Company noch bis 1840 statt.

### Der äußerste Nordwesten
Etwas anders verlief die Entwicklung im äußersten Nordwesten. Alexander Mackenzie war 1789 mit den Gwich'in in Kontakt getreten, 1806 entstand dort Fort Good Hope, um das die Gwich'in  gegen den Widerstand von Inuit, die das Fort mit 500 Mann angriffen, ein Handelsmonopol durchsetzten (etwa 1826 bis 1850).
In Alaska erschienen erstmals 1741 Russen, 1763 töteten Unangan rund 200 Bewohner von Unalaska, Umnak und Unimak Island, woraufhin russische Rachezüge ihrerseits 200 Menschenleben forderten; weitere Kämpfe folgten. 1784 kam es zu Gefechten auf Kodiak zwischen Russen und Tlingit, 1804 zur Schlacht von Sitka. Trotz militärischer Überlegenheit konnten die Russen ihr Pelzhandelsmonopol nur teilweise durchsetzen, die Tlingit setzten sich vielfach erfolgreich zur Wehr. Die Briten pachteten 1838 das südöstliche Festland von den Russen. Die Spanier, die gleichfalls versuchten, in der Region Ansprüche durchzusetzen, zogen sich 1819 mit dem Adams-Onís-Vertrag zurück. 1839 entstand am unteren Yukon ein erster russischer Handelsposten namens Nulato. In Yukon stießen zwei Handelskreise aufeinander, deren westlicher auf den Pazifik und damit auf China ausgerichtet war, während der östliche von den Märkten in Europa abhing.
Kaum zu beantworten ist die Frage, ob die Bevölkerung ähnlich stark durch Epidemien eingebrochen ist wie weiter im Süden und an der Küste ab 1775 oder (vor) 1787 in Sitka. Bekannt ist, dass 1835 bis 1839 eine Pockenepidemie in Alaska und am Lynn Canal wütete. 1865 klagte die HBC, einige der besten und für das Fort wichtigsten Proviantjäger seien verstorben. Bei den ersten Begegnungen zwischen Briten und Han war deren Kultur also schon stark verändert, die Bevölkerungszahl in unbekanntem Ausmaß rückläufig.
Russische Händler kamen spätestens 1839/42 an den unteren Yukon, britische an den Mackenzie schon um 1806. Zwischenhändler brachten schon Jahrzehnte vor Ankunft der ersten Europäer russische und britische Waren in die Region, wobei die Tlingit diesen Handel im Westen dominierten, die Gwich'in im Nordosten. Begehrt waren Gewehre und Glasperlen, die überwiegend gegen Pelze getauscht wurden.
Die HBC sah sich aufgrund fallender Preise für Biberpelze gezwungen, verstärkt auf seltenere und teurere Pelze zu setzen. Dies veranlasste die Pelzhändler, weiter nordwärts vorzudringen. John Bell eröffnete daher einen Posten am Peel River, das spätere Fort McPherson. Doch hatten die dortigen Gwich’in, die ihre neue Position als Zwischenhändler nutzen wollten, kein Interesse, die Briten weiter westwärts ziehen zu lassen. Ihnen gelang es jedoch nicht, den Verlust ihrer vorteilhaften Position auf Dauer zu verhindern, wenn sie die HBC auch mehr als fünf Jahre aufhalten konnten. 1847 entstand Fort Yukon rund 5 km oberhalb der Mündung des Porcupine in den Yukon. Nun profitierten die dortigen Indianer vom Pelzhandel und arbeiteten gegen Provision und europäische Waren sowie das daraus resultierende Ansehen.

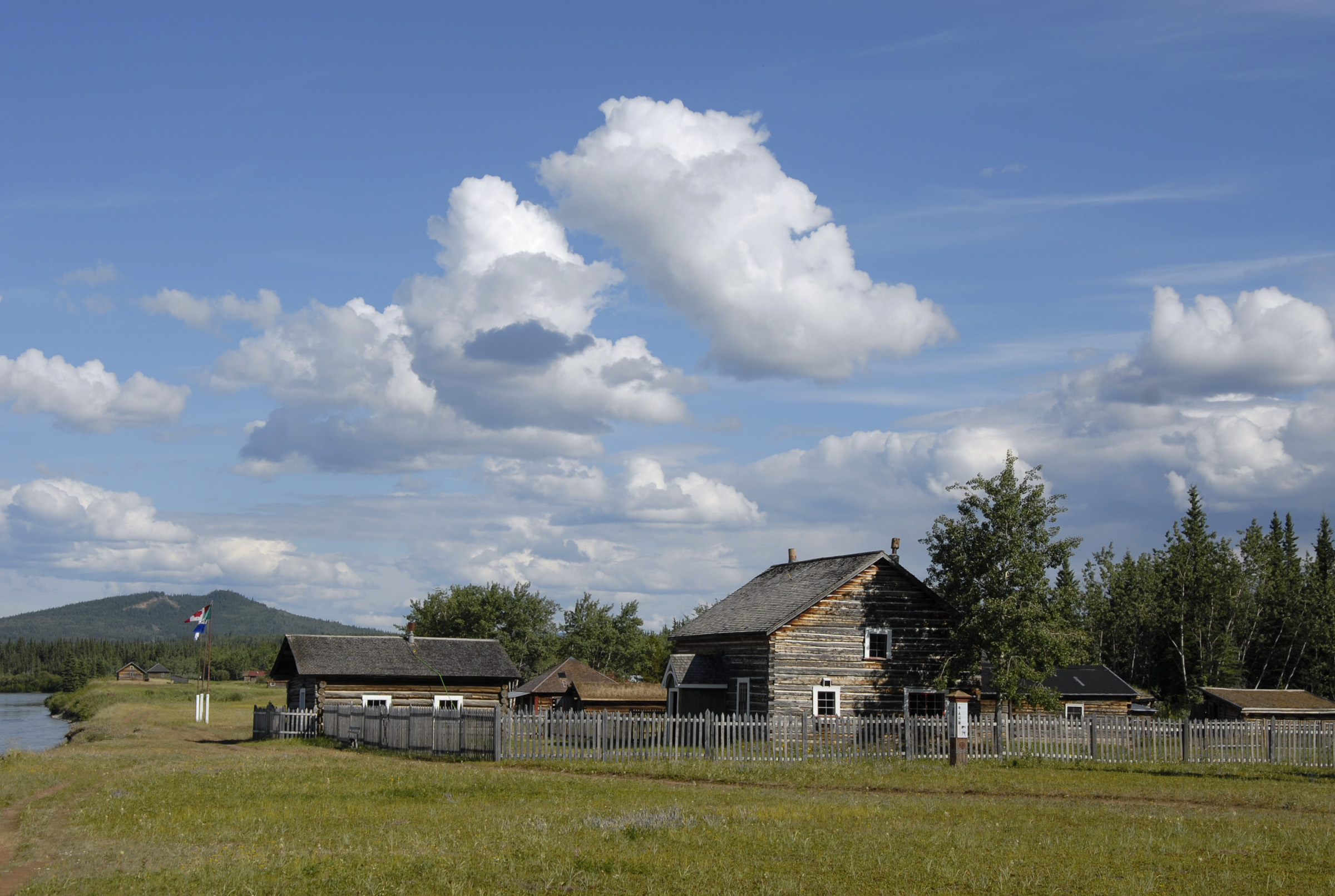
Fort Selkirk, Handelsposten der Hudson’s Bay Company, Rekonstruktion

Parallel dazu setzte die HBC von Süden an, indem Robert Campbell 1838/40 Handelsposten am Dease und am Frances Lake sowie am oberen Pelly River errichtete. Campbell eröffnete 1848 einen Posten am Zusammenfluss von Pelly und Yukon. 1849 stoppten jedoch dreißig Tlingit seine Händler. Unter diesen Umständen gelang es ihm während seiner fünf Jahre im 1848 gegründeten Fort Selkirk nicht, Gewinne zu machen; er nahm jedoch Kontakt mit den Han auf, durch deren Gebiet er bis nach Fort Yukon den Strom abwärtsfuhr. Am 19. August 1852 plünderten und zerstörten die Chilkat den Posten.
Die HBC glaubte, den Handelskontakt mit führenden Männern, so genannten trading chiefs (Handelshäuptlingen), aufnehmen zu müssen. Die Indianer wählten zwar einen trading chief, doch sie waren nicht dauerhaft an seine Weisungen gebunden, und sie brachten ihre Pelze je nach Angebot an günstigere Orte. Zudem verlangte die HBC, dass Waren nicht mehr auf Kredit vergeben werden durften. Die Indianer jedoch betrachteten Tauschhandel nicht nur als Warenaustausch, sondern auch als eine Art Geschenkverkehr, bei dem Ansehen und Ehre wichtige Kriterien waren. Daher spielten sie die HBC und die Russisch-Amerikanische Kompagnie gegeneinander aus, denn die Briten fürchteten zu Recht eine geplante Expansion der Russen Yukon aufwärts. Die Indianer nutzten ihrerseits Interessengegensätze zwischen dem Mackenzie-Distrikt, wo die Briten inzwischen ein unumstrittenes Handelsmonopol genossen, und Fort Youcon, indem sie drohten, diese oder jene Region zu versorgen – ein Vorteil ihrer nomadischen Lebensweise. Auch verweigerten sie Fleischlieferungen, um bessere Konditionen durchzusetzen. Ein Monopol war damit im Yukon nicht durchsetzbar. Als 1867 die Amerikaner Alaska kauften und feststellten, dass Fort Yukon auf ihrem Gebiet lag, musste die HBC 1869 das Fort räumen, und die Handelsnetze veränderten sich drastisch.
Die Alaska Commercial Company setzte bis 1874 ein weitgehendes Handelsmonopol auf dem unteren Yukon durch, doch konkurrierten unabhängige Pelzhändler mit ihr. Die Briten räumten den Händlern nun ohne weiteres Kredit ein. Die amerikanische Konkurrenz offerierte bessere Preise, suchte entferntere Gruppen auf, bot britische Waren an und machte die Indianer zu selbstständigen Partnern. Moses Mercier gründete 1882 für die Alaska Commercial Company den Posten Belle Isle. Ab 1883 Monopolist, erhöhte die ACC die Preise der eigenen Waren, senkte die Pelzpreise und begrenzte die Kreditvergabe.
Die Amerikaner setzten zudem Dampfboote ein, wie die Yukon oder ab 1879 die 25 m lange St. Michael der Western Trading and Fur Company, was die Warenmengen erhöhte. Nach Einsetzen des Klondike-Goldrauschs kamen über 70 m lange Schiffe hinzu. Mit diesem Goldrausch wurde der Pelzhandel schlagartig fast bedeutungslos, zumal die bis zu hunderttausend Goldsucher die Pelztierbestände ebenso überforderten, wie alle anderen Fleisch liefernden Tiere.

### Regionale Sonderkonjunkturen
Die Pelzindustrie erlebte im Yukon, im Gegensatz zu Kanada insgesamt, eine gewisse Wiederbelebung. Bestanden 1921 27 Handelsposten von 18 verschiedenen Unternehmern, so waren es 1930, auf dem Höhepunkt, 46 Posten von 30 Unternehmern. Dabei schwankte der Jahresertrag zwischen 23.000 (1933) und über 600.000 Dollar (1944–1946) extrem stark. Die massenhafte Arbeitslosigkeit während der Weltwirtschaftskrise trieb so viele in die Jagd, dass der Pelzmarkt einbrach. In den 1940er Jahren gingen die Wildbestände so stark zurück, dass die Jagd um Dawson verboten wurde.

## Der Niedergang
1947 und 1948 brach der Pelzmarkt in den USA und in Kanada zusammen. Erst 1950 wurden in Yukon als trap lines bezeichnete lokale Monopole verteilt, um die Überjagung zu beenden und den örtlichen Indianern eine ihrer wenigen Verdienstmöglichkeiten zu erhalten. In British Columbia waren diese Jagdparzellen bereits 1926 eingeführt worden.

## Konflikte um die Pelzgewinnung

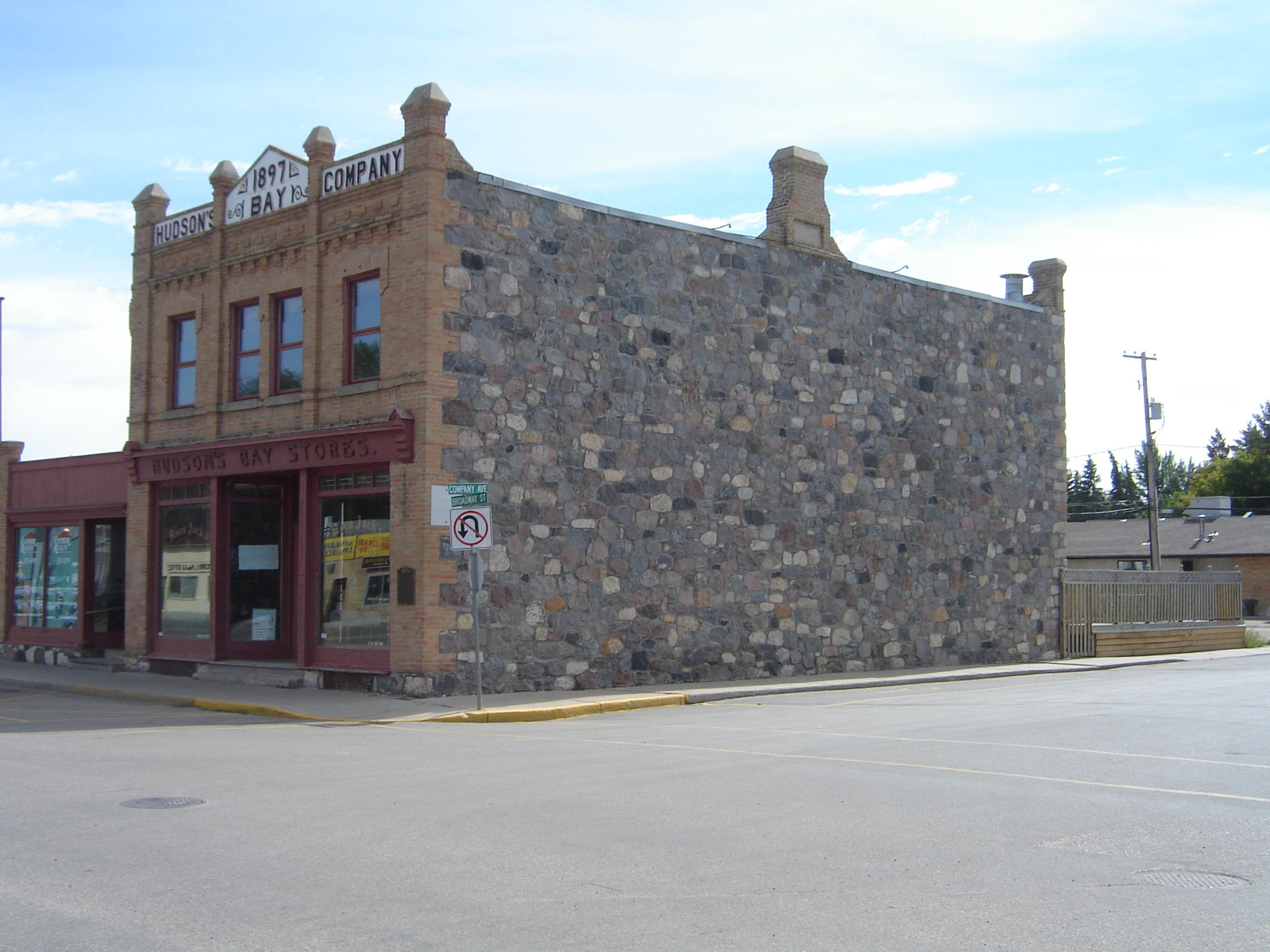
Historischer Warenladen der Hudson’s Bay Company in Saskatchewan

Ab den 1970er Jahren kam es zu Auseinandersetzungen um die Art der Robbenjagd in Kanada, bei der vor allem das Erschlagen von Jungtieren im Vordergrund stand. Sie fielen zudem in eine Zeit relativer Marktsättigung, so dass die Pelzumsätze einbrachen. Wurden von 1970 bis 1987 noch jährlich 4,6 Millionen Pelztiere getötet, so fiel diese Zahl bis 1990 auf 1,7 Millionen. Während im folgenden Jahrzehnt die Zahlen kaum anstiegen, verdoppelten sich jedoch die durchschnittlichen Preise.
Heute ist die Pelzindustrie eher unbedeutend. 1986 arbeiteten in Kanada 3700 Kürschner, davon 2950 in Québec, 675 in Ontario und 75 in Manitoba. Viele von ihnen stammten aus dem griechischen Kastoria. Sie verteilten sich auf 280 Unternehmen, im Jahr 1949 gab es noch 642 mit 6700 Beschäftigten. Ihre Zahl fiel bis 1986 auf 2350.
Nach Ende der 1990er Jahre stieg die Produktion unter starken Schwankungen wieder an. Die Hudson’s Bay Company, die heute vor allem im Bereich Einzelhandel, Immobilien und Energiegeschäft tätig ist, verzichtete von 1991 bis 1997 auf den Verkauf von Pelzprodukten.

## Gegenwart
Robbenfelle und -pelze aus Kanada unterliegen Importbeschränkungen in den USA und der Europäischen Union. Die kanadischen Pelzhersteller bemühen sich um ein ökologisches Image unter dem Schlagwort Fur is Green. Die von der Europäischen Union angebotene Trennung zwischen traditionellem Fang durch Indigene und kommerziellem Fang lehnte die kanadische Regierung 2009 ab.

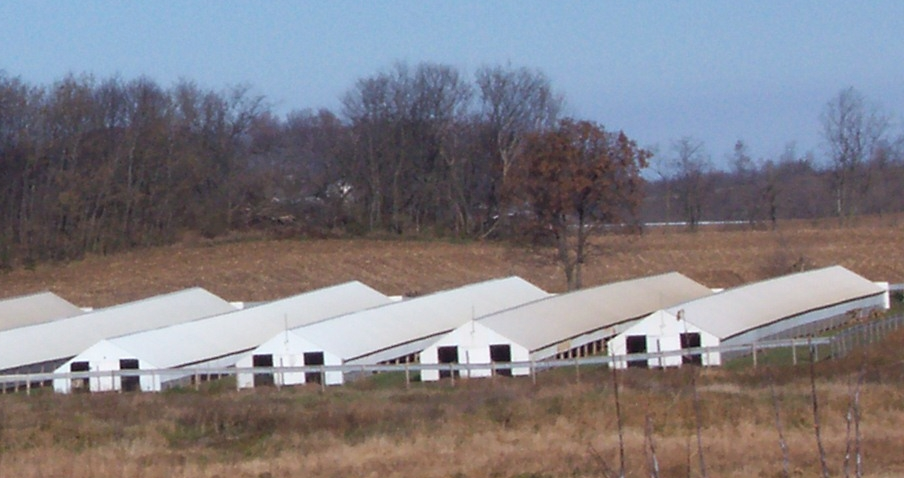
Minkfarm in Wisconsin

Insgesamt setzte sich der Konzentrationsprozess in der Pelzindustrie fort. So produzierten in den USA 1974 noch 1.221 Farmen 3.328.000 Minkfelle, 1994 sanken die Zahlen auf 484 bzw. 2.623.000. Davon entstanden rund 900.000 in Wisconsin, über 500.000 in Utah. Zwar ging die Zahl der Farmen bis 2008 auf 274 zurück, doch gleichzeitig stagnierte die Produktion. Ihr Gesamtwert schwankte zwischen etwa 70 und 185 Millionen Dollar. Damit stellten Kanada und die USA im Jahr 2009 voraussichtlich 4,9 bzw. 6,0 % der Weltproduktion, rund 30 % stammen aus Dänemark, knapp 20 % aus China. 2008 fiel die Produktion um 13 %.
Während die traditionellen Hochburgen der Fallenstellerei wie Québec und Ontario immer unbedeutender wurden, obwohl hier immer noch ein Drittel der Gesamtbeute gemacht wird, stieg die Produktion in Tierfarmen stark an. Hier ist vor allem Neuschottland führend.

## Forschungsgeschichte
Lebensläufe wie die von Jedediah Smith oder Jakob Astor passten in die Vorstellung der Historiographie des späten 19. Jahrhunderts von einer abenteuerlichen, individualistischen, kapitalistisch-risikofreudigen und fleißigen Eroberung der „Wildnis“, durch die die Frontier, die Siedlungsgrenze, westwärts geschoben wurde. Sie standen für die Amerikaner am Anfang des Wilden Westens, die Indianer waren Statisten, die einer überlegenen Zivilisation weichen mussten.
In den 1930er Jahren vollzog Harold A. Innis in Toronto nicht nur die Wende zu einer selbstständigeren Geschichtsschreibung, die sich von der europäischen und der des südlichen Nachbarn löste, sondern sie gab den Ureinwohnern zunehmend eine aktive ökonomische Rolle. Diese Entwicklung wurde dadurch gefördert, dass 1970 das Archiv der Hudson’s Bay Company, das die größten und ältesten Bestände aufweist, von London nach Kanada umsiedelte.
Einen grundlegenden Richtungswechsel in der Forschung stellte Alan W. Trelease: The Iroquois and the Western Fur Trade: A Problem of Interpretation von 1962 dar, der erstmals das Verhalten der Irokesen nicht ausschließlich ökonomisch verstand. Dieses Verständnis hatten vor allem die Arbeiten von Innis verbreitet, einem der maßgeblichen Historiker seiner Zeit, der allerdings noch ohne die Bestände des Archivs der Hudson’s Bay Company auskommen musste. Damit löste man sich endgültig vom bloßen ökonomischen Determinismus. Dennoch existierte die Anpassung an sich verändernde kapitalistische Märkte sehr wohl. Weniger sesshafte Gruppen verlagerten ihren Wohnort an die Handelsposten und versuchten ihrerseits lokale Monopole durchzusetzen oder die Monopolisten gegeneinander auszuspielen. Geradezu unternehmerisches Denken ließ sich spätestens für das 19. Jahrhundert bei den Makah im Nordwesten Washingtons nachweisen.
Adrian Tanner konnte für die Cree jedoch zeigen, dass die Jagd für den eigenen Bedarf traditionell und ritualisiert erfolgte, während die kommerzielle Jagd für die Handelsgesellschaften nur wenig von spirituellem oder rituellem Denken beeinflusst war. Andere Gruppen wie Métis und Ottawa verlegten sich auf die Versorgung der Handelsposten mit Fleisch oder auch Gartenprodukten. Besonders im subarktischen und arktischen Bereich hing das gesamte Handelsnetz vom Wohlwollen der indianischen Versorger, gelegentlich sogar Verteidiger ab. Andere Gruppen überjagten die regionalen Bestände.
Dennoch fehlt bis heute ein Überblick über die zahlreichen Strategien der ethnischen Gruppen Nordamerikas. Nur für wenige Gruppen ist bisher nachvollziehbar gemacht, wie sie sich intern veränderten, wie neue Führungsgruppen mit neuen Abhängigkeiten vom Pelzhandel entstanden. Da auch die Beziehungen innerhalb der Weißen und zwischen den Gruppen verändert wurden, sprach Sylvia Van Kirk von einer Pelzhandels-Gesellschaft (fur trade society). So schuf etwa der rituelle Handel eine Art fiktiver Verwandtschaft, wie Ray zeigen konnte, die sich zur Entstehung tatsächlicher Paarbeziehungen gesellten, aus der neue kulturelle Gruppen hervorgingen. So wurden im Osten ab etwa 1800 Frauen gemischter Herkunft den reinen Indianerfrauen zunehmend vorgezogen, was zu einer räumlichen Separierung führte, aber auch zu einem Sonderbewusstsein der Kinder. Andererseits bildeten gemischte Gruppen innerhalb der Stämme oftmals einen eigenen Kern oder sie bildeten sogar separate neue Gruppen. In Kanada entstand daraus eine eigene Gruppe, die Métis, deren Ethnogenese noch nicht geklärt ist.
Auch die Auswirkungen des Pelzhandels auf die Arbeit und das Verhältnis der Geschlechter bei den an dieser Wirtschaftstätigkeit teilnehmenden Ethnien ist noch wenig erforscht. Die bisherigen Arbeiten zeigen, dass der Bedarf an Fellen bei einigen Gruppen so groß war, dass die Frauen, denen diese Arbeit meist oblag, nicht nur mehr Arbeitskraft und Zeit investierten, sondern dass die Polygynie dadurch stark gefördert wurde. Der gesellschaftliche Rang der Frauen wurde zudem durch Missionare und Pelzhändler gleichermaßen untergraben.

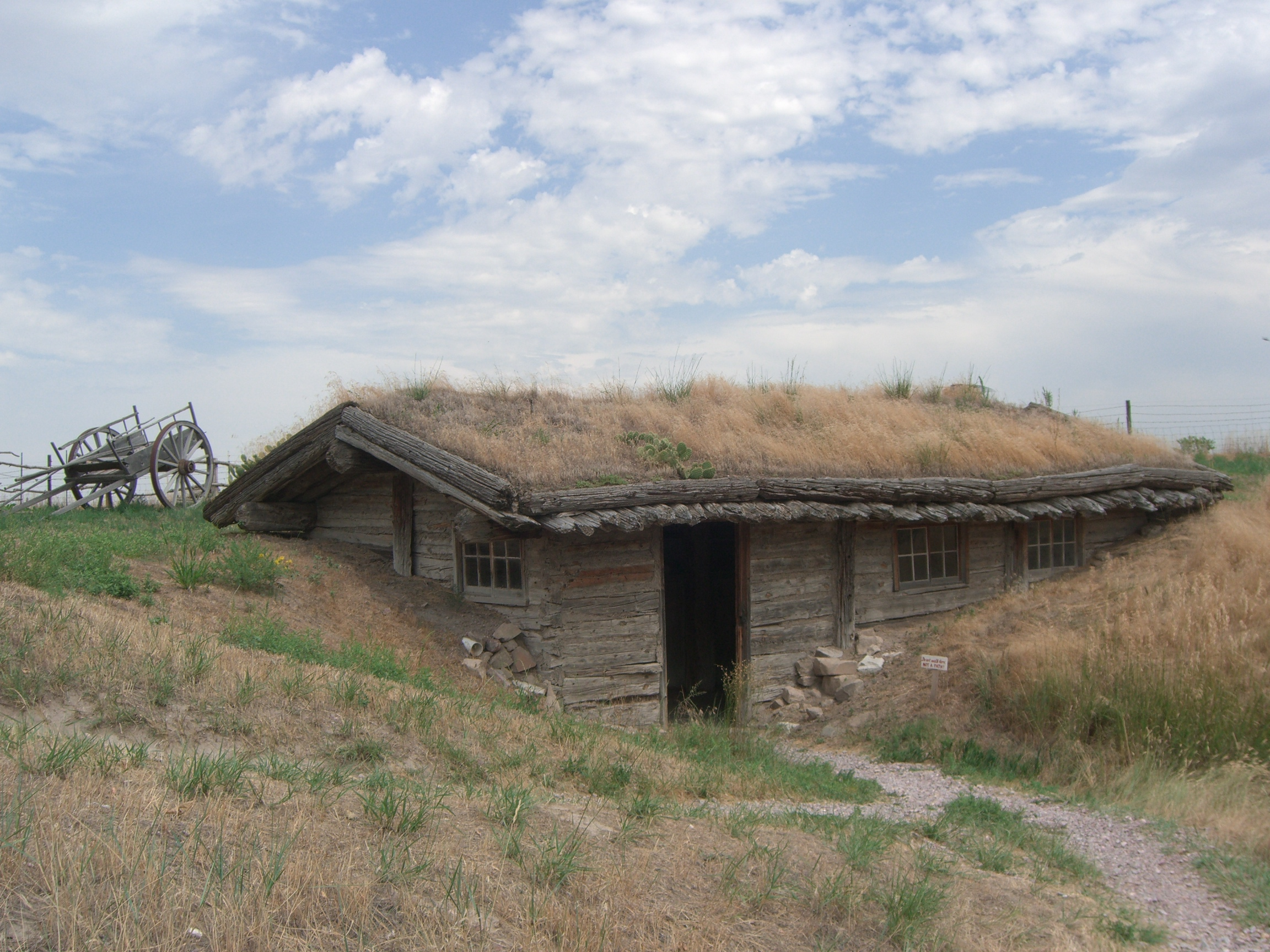
Rekonstruierter Handelsposten von James Bordeaux im Museum of the Fur Trade, Chadron, Nebraska

Die USA akzeptierten ab 1820 nur noch die Kategorisierung als white oder native und würgten damit eine solche Entwicklung ab. Kinder, die einen britischen Vater hatten, wurden in Kanada eher zur Integration angehalten, während die französischen Väter sich überwiegend der Kultursphäre der Mütter zugehörig fühlten.
Die Binnenperspektive der First Nations kam erst ab den 1980er Jahren mit eigenen Werken zum Tragen.
Eine ähnliche Entwicklung lässt sich auch für andere Gesellschaftsgruppen beobachten, deren Rolle im Pelzhandel lange wenig systematisch beachtet wurde. Welchen Einfluss etwa die Konfessionen auf den Pelzhandel hatten, untersuchte im Jahr 2000 Susan Sleeper-Smith. Die Rolle der indianischen Frauen und ihrer häufig gelungenen Familiengründungen untersuchte 1980 Sylvia van Kirk.
Auch die Rolle der Epidemien, deren Verbreitung mit dem Pelzhandel in engstem Zusammenhang stand, wurde jüngst untersucht. So zeigte eine Studie im Jahr 2011, dass die französischen Pelzhändler die Tuberkulose bereits im frühen 18. Jahrhundert verbreiteten, doch kam diese Krankheit fast zweihundert Jahre nur selten zum Ausbruch. Die Neuinfektionen genügten aber, um die Erreger in den indigenen Gruppen überleben zu lassen. Erst mit der Verarmungspolitik gegenüber den Indianern Kanadas und der USA, gepaart mit Hunger, Kälte und schlechten Wohnverhältnissen, kam es zu einem neuerlichen Ausbruch der Tuberkulose, der fast alle Stämme betraf.
Als eigene Fachzeitschrift erscheint seit 1965 der Museum of the Fur Trade Quarterly, der sich ausschließlich mit der Geschichte des Pelzhandels befasst. Das dazugehörige Museum geht auf James Bordeaux Posten in Chadron, Nebraska zurück. Eines der historischen Blätter in Kanada heißt The Beaver.